# Кокаральська гребля

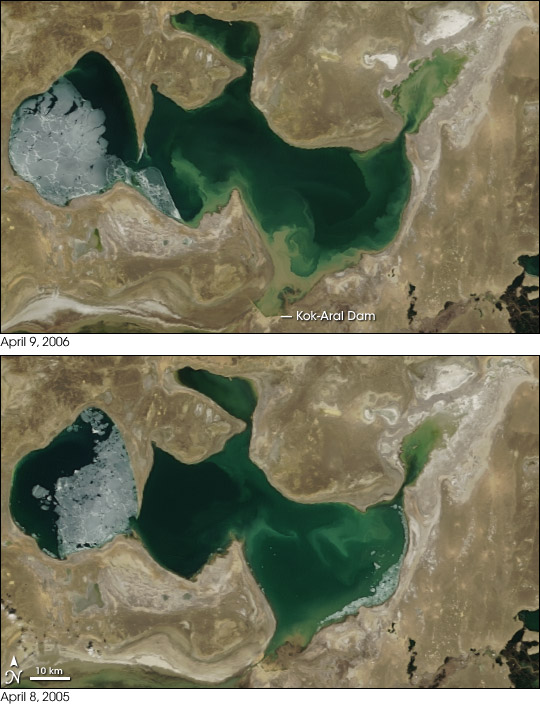
Знімки Північного Аралу до і після (зверху) зведення Кокаральської греблі.

46°05′48″ пн. ш. 60°47′35″ сх. д. / 46.09667° пн. ш. 60.79306° сх. д.
Кокара́льська гре́бля — гребля, що перетинає протоку Берга між Північним Аральським морем (Мале море) і Південним Аральським морем (Велике море). Кокаральська гребля призначена для регулювання рівня води в Малому морі. Довжина греблі — 13 034 м, ширина до 100–150 м. Висота пасма греблі — 45,5 м.
наповнення Малого моря передбачається до відміток 42,2 м. На греблі запроектована водопропускна споруда з пропускною спроможністю 600 м³/с. Назва греблі походить від острова (нині півострова) Кокарал.

## Історія
Побудувати греблю до цього намагалися двічі. Вперше самі жителі Аральська побудували десятикілометрову греблю, але через деякий час її розмила вода.
Місцеві будівельні підприємства і виконавчі органи знайшли кошти на створення нової греблі. Після її зведення північна частина моря практично увійшла до своїх нових берегів, зменшилися пилові бурі і соляні виноси на найближчі землі. Відновили популяції риб (лящ, короп, аральський осетер) з риборозплідника, в солоній воді мешкала лише камбала Глоса. У 1998 році другу греблю зруйнував шторм.
2001-го року уряд Казахстану звернувся до Світового банку з проханням про позику на будівництво повноцінної греблі. Роботи зі спорудження греблі були завершені в серпні 2005 року.

## Дія
Рівень води в Північному Аралі зріс, солоність зменшилася. У 2006 році було зафіксовано невелике збільшення рівня, раніше, ніж очікували вчені. Кількість риби зросла, став змінюватися клімат — з'явилися дощові хмари, яких давно не бачили в цьому районі.
Відстань від Аральська до моря скоротилася з 100 до 25 км.